# Odontonema dissitiflorum
Odontonema dissitiflorum är en akantusväxtart som först beskrevs av Christian Gottfried Daniel Nees von Esenbeck, och fick sitt nu gällande namn av Carl Ernst Otto Kuntze. Odontonema dissitiflorum ingår i släktet Odontonema och familjen akantusväxter. Inga underarter finns listade i Catalogue of Life.